# Joseph Louis Lagrange
Joseph-Louis Lagrange (25 tháng 1 năm 1736 – 10 tháng 4 năm 1813) là một nhà toán học và nhà thiên văn người Ý-Pháp. Ông đã có những đóng góp quan trọng trong nhiều lĩnh vực của giải tích toán học, lý thuyết số, cơ học cổ điển và cơ học thiên thể. Có thể nói ông là nhà toán học vĩ đại nhất của thế kỉ 18. Trước khi tròn 20 tuổi ông đã là giáo sư hình học tại trường pháo binh hoàng gia ở Torino. Vào những năm hai mươi lăm tuổi ông được công nhận là một trong những nhà toán học vĩ đại nhất vì những bài báo của ông về sự lan truyền sóng và các điểm cực trị của các đường cong. Công trình nổi tiếng nhất của ông, Mécanique Analytique (4. ed., 2 vols. Paris: Gauthier-Villars et fils, 1888-89. First Edition: 1788), là một cuốn sách toán về sau trở thành cơ sở cho ngành. Với sự giới thiệu của Leonhard Euler và Jean le Rond d'Alembert, Lagrange kế nhiệm Euler để trở thành Viện trưởng Viện hàn lâm Khoa học Phổ ở Berlin. Dưới Đế chế Pháp  ông được phong nghị sĩ và bá tước. Ông được chôn cất trong điện Panthéon tại Paris.